# Commiphora ornifolia
Commiphora ornifolia är en tvåhjärtbladig växtart som först beskrevs av Isaac Bayley Balfour, och fick sitt nu gällande namn av Jan Bevington Gillett. Commiphora ornifolia ingår i släktet Commiphora och familjen Burseraceae. Utöver nominatformen finns också underarten C. o. glabra.